# اسی رنوال
اسی رِنْوال (زاده ۳ اکتبر ۱۹۱۱ اولو، فنلاند - درگذشته ۱۸ اکتبر ۱۹۷۹ هلسینکی، فنلاند) مجسمه‌ساز فنلاندی بود.
از معروف‌ترین آثار او می‌توان به مجسمه‌های نیم تنه زنان و کودکان اشاره کرد. او همچنین پرتره‌هایی از افراد مشهور از جمله روسای جمهور کارلو یوهو استالبرگ، ریستو ریتی، یوهو کوستی پاسیکیوی و اورهو ککونن کشیده‌است.

## پیشینه
رنوال یکی از اولین مجسمه سازان زن در فنلاند بود که به سفارش آثار عمومی دست یافت و با کارهای هنری خود امرار معاش کرد. او بین سال‌های ۱۹۳۰ تا ۱۹۳۲ درمدرسه طراحی انجمن هنر فنلاند تحصیل کرد و آثار او برای اولین بار در سال ۱۹۳۳ در نمایشگاه عمومی به نمایش درآمد.